# Big Moe
Big Moe właściwie Kenneth Moore (ur. 20 sierpnia 1974 r., w Houston w stanie Teksas, zm. 14 października 2007) – amerykański raper, członek Screwed Up Click.
Był jednym z czołowych przedstawicieli rapowej sceny muzycznej w Houston, jednym z pierwszych członków Screwed Up Click, którzy osiągnęli sukces na terenie całych Stanów Zjednoczonych. Debiutował w 2000 r., albumem ”City of Syrup”, w 2002 r., ukazał się jego drugi album ”Purple World”, zawierający największy przebój artysty, pt. ”Purple Stuff”, który uplasował się wysoko na liście ”Billboardu”. W swojej twórczości często odwoływał się do tematu narkotyków. Współpracował między innymi z Mike Jonesem, Z-Ro, czy Pimp C.
Muzyk zmarł 14 października 2007 r., nie wybudziwszy się ze śpiączki w którą zapadł po rozległym zawale serca, którego doznał 7 października.

## Albumy
- 2000: City of Syrup
- 2001: City of Syrup (Screwed & Chopped)
- 2002: Purple World (album)|Purple World
- 2003: Moe Life
- 2004: Classics: Vol 1
- 2006: Moe Life Swishahouse Chopped & Skrewed